# Gerd Berghofer
Gerd Berghofer (* 26. August 1967 in Nürnberg) ist ein deutscher Autor.

## Leben
Gerd Berghofer wurde am 26. August 1967 in Nürnberg geboren, wo er auch seine Kindheit verlebte. Das Elternhaus erzog ihn schon früh zur Leselust und zum Interesse an der Sprache. Mit 19 Jahren begann Gerd Berghofer seine Aufzeichnungen zu archivieren. Doch noch ließen Veröffentlichungen auf sich warten. Erst im Jahr 1998, das Jahr seiner Erstveröffentlichung, erschien der Gedichtband UnverWunderbare Perspektiven. Er verfasste seitdem zahlreiche Gedichtbände in deutscher Sprache, außerdem verfasst er zudem als freier Mitarbeiter Beiträge für diverse Zeitungen und dem Hörfunk. Er lebt mit seiner Familie im fränkischen Georgensgmünd.
Seit 2005 ist er Vorsitzender der Neuen Gesellschaft für Literatur Erlangen (NGL), außerdem ist er Mitglied des Verbandes Deutscher Schriftsteller (VS) und des Pegnesischen Blumenordens Nürnberg, den ehemaligen Pegnitzschäfern. Gerd Berghofers markante Stimme und die Sprechausbildung, die er genoss, ließen ihn tiefer in das Segment des „Sprechens“ vorstoßen. Schauspielunterricht nahm er u. a. bei Michaela Domes. Seit dem Jahr 2000 ist er auch als Vorleser und Rezitator in ganz Deutschland unterwegs. Seine besondere Liebe gilt dabei dem Werk von E.A. Poe. Für seine literarischen Arbeiten wurde er vielfach ausgezeichnet, so unter anderem mit dem Lyrikpreis des Freien Deutschen Autorenverbandes.
2011 war Berghofer Gründungsmitglied des Georgensgmünder Ortsvereins der Grünen, für die er 2014 in den Gemeinderat gewählt wurde. 2023 trat er für die Grünen als Kandidat bei der Bürgermeisterwahl in Georgensgmünd an und erreichte 13,7 % der Stimmen.

## Werke
Gedichte
- UnverWunderbare Perspektiven – 1998
- Naßgeschwitzt – 1999
- Lichthungrig – 2000
- Die Geschmeidigkeit der Stunden, Gedichte – 2002
- Sprachverknappung – 2004
- Entdeckte Räume, Gedichte m. Fotografien von Martin Lind – 2006

Erzählungen
- Beziehungen und andere Feindschaften – 2003
- Der Tod der Feigenverkäuferin – 2007

CD
- Dunkle Geschichten von Edgar Allan Poe, gelesen von Gerd Berghofer
- Klangpoetische Verwerfungen, Lyrik und Jazz, mit Musik von Jens Kaiser
- Ausgewählte Texte und Biografien von Opfern der Bücherverbrennung 1933

## Auszeichnungen
- Lyrikpreis der Künstlergilde Esslingen
- Lyrikpreis des Freien Deutschen Autorenverbandes
- Förderpreis des Verbandes Fränkischer Schriftsteller
- Elisabeth-Engelhardt-Literaturpreis 2003